# Bietigheim (Baden)
Bietigheim là một xã nằm ở huyện Rastatt, bang Baden-Württemberg, tây nam nướcĐức.